# Валя-Сіліштій
Валя-Сіліштій (рум. Valea Siliștii) — село у повіті Арджеш в Румунії. Входить до складу комуни Аніноаса.
Село розташоване на відстані 125 км на північний захід від Бухареста, 36 км на північ від Пітешть, 129 км на північний схід від Крайови, 75 км на південний захід від Брашова.

## Населення
За даними перепису населення 2002 року у селі проживали 729 осіб. Усі жителі села рідною мовою назвали румунську.
Національний склад населення села:
| Національність | Кількість осіб | Відсоток |
| -------------- | -------------- | -------- |
| румуни         | 689            | 94,5%    |
| цигани         | 40             | 5,5%     |